# Фернандо Фернан Гомес
Фернандо Фернан Гомес (нар. 28 серпня 1921, Ліма, Перу — пом. 21 листопада 2007, Мадрид, Іспанія) — видатний іспанський актор, режисер.

## Фільмографія

### Актор (вибіркова фільмографія)
- Дівчина з оперети (1944)
- Мій ворог і я (1944)
- Крилата молодь (1949)
- У суботу ввечері (1950)
- Голос тиші (1953)
- Життя в тіні (1953)
- Ця щаслива пара (1953)
- Аеропорт (1953)
- 1955 : Неодружений / (Lo scapolo) — Армандо
- Велика брехня (1956)
- Фаустіна (1957)
- Соледад (1959)
- Життя навкруги (1959)
- Троє і т. д. та полковник (1960)
- Трикутничок (1970)
- Ана та вовки (1973)
- Дух вулика (1973)
- Пім, пам, пум…вогонь! (1975)
- Чотири наречені Аугусто Переса (1977)
- Відлюдник (1977)
- Мамі виповнюється сто років (1979)
- Гулівер (1979)
- Дива (1981)
- Олов'яні солдатики (1983)
- Брутальність (1984)
- Подвір'я фараона (1985)
- Нещасний метелик (1986)
- Мій генерал (1987)
- Поза грою (1991)
- Марчелліно (1991)
- 1992 : Прекрасна епоха
- Трамвай, що йде у Мальварросу (1997)
- Мрія про героїв (1997)
- Дідусь (1998)
- Мова метеликів (1999)
- Карусель (2004)
- Щоб не забути (2005)

### Режисер (вибіркова фільмографія)
- Життя навкруги (1959)
- Гулівер (1979)
- Велосипеди тільки для літа (1984)
- Подорож у нікуди (1986)
- Мій генерал (1987)
- Поза грою (1991)
- Сім тисяч днів разом (1994)
- Ласаро з Тормеса (2001)

## Нагороди
- Премія Гойя: 1986 (тричі), 1992, 1998, 2000
- Премія Fotogramas de Plata: 1951, 1969, 1973, 1986, 1997
- Лауреат Берлінського міжнародного кінофестивалю: 1977 (Срібний ведмідь найкращому актору), 1985 (Срібний ведмідь найкращому актору), 2005
- Національна театральна премія Іспанії: 1985
- Премія принца Астурійського: 1995